# Claude Silve
Claude Silve, née Philomène de Lévis-Mirepoix le 11 août 1887 à Léran et morte le 27 juillet 1978 à Neuilly-sur-Seine, est une écrivaine française. Elle reçoit le Prix Femina en 1935.

## Biographie
Née Philomène de Lévis-Mirepoix, sœur de l'écrivain et historien Antoine de Lévis-Mirepoix, elle devient comtesse Jules de La Forest Divonne. Son nom de plume était Claude Silve (anagramme de "Levis"). 
Elle reçoit le prix Maillé-Latour-Landry de l'Académie Française en 1912 pour son premier ouvrage La Cité des lampes et le Prix Femina en 1935 pour Bénédiction.

## Œuvre
- 1912 : La Cité des lampes – Prix Maillé-Latour-Landry
- 1929 : La Fièvre bleue
- 1935 : Bénédiction – Prix Femina
- 1936 : Le Palertin
- 1937 : Arpèges
- 1938 : Un jardin vers l'Est
- 1941 : Lumière cendrée